# Ljudstvo proti Larryju Flyntu
Ljudstvo proti Larryju Flyntu (angleško The People vs. Larry Flynt) je ameriški biografski dramski film iz leta 1996, ki ga je režiral Miloš Forman, v glavnih vlogah pa nastopajo Woody Harrelson, Courtney Love in Edward Norton. Prikazuje vzpon izdajatelja in urednika pornografske revije Larryja Flynta ter njegov kasnejši boj z verskimi ustanovami in zakonom. Film je napisal scenaristični dvojec Scott Alexander in Larry Karaszewski in prikazuje 35 let Flyntovega življena od revnega otroštva v Kentuckyju do sodbe bitke proti protestantskem duhovniku Jerryju Falwellu in delno temelji na primeru pred vrhovnim sodiščem ZDA Hustler Magazine v. Falwell.
Film je bil premierno prikazan 13. oktobra 1996 na Newyorškem filmskem festivalu, 25. decembra istega leta pa v ameriških kinematografih. Čeprav finančno ni bil uspešen, pa je bil med kritiki dobro sprejet ter tudi deželen številnih nominacij in nagrad. Na 69. podelitvi je bil nominiran za dva oskarja, za najboljšega igralca (Harrelson) in najboljšo režijo (Forman). Osvojil je zlatega medveda na Berlinalu in bil nominiran za pet zlatih globusov, od katerih je osvojil nagradi za najboljšo režijo (Forman) in scenarij (Alexander in Karaszewski).

## Vloge
- Woody Harrelson kot Larry Flynt
  - Cody Block kot mladi Larry
- Courtney Love kot Althea Leasure
- Edward Norton kot Alan Isaacman
- Richard Paul kot Jerry Falwell
- James Cromwell kot Charles Keating
- Donna Hanover kot Ruth Carter Stapleton
- Crispin Glover kot Arlo
- Vincent Schiavelli kot Chester
- Brett Harrelson kot Jimmy Flynt
  - Ryan Post kot mladi Jimmy
- Miles Chapin kot Miles
- James Carville kot Simon Leis
- Burt Neuborne kot Roy Grutman
- Jan Tříska kot morilec/Joseph Paul Franklin
- Norm Macdonald kot novinar
- Larry Flynt kot sodnik Morrissey